# Renato Montalbano
Renato Montalbano est un acteur italien, né le 17 mai 1931 à Catane, en Sicile, et mort à Rome en 2019.

## Biographie
Actif du milieu des années 1950 à la première moitié des années 1990, Renato Montalbano assume des rôles au cinéma dans différents genres, de la comédie au drame, de l'aventure au film policier. Il incarne fréquemment des policiers, médecins, magistrats ou soldats en adéquation avec sa figure d'homme intègre.
À partir des années 1970, il se consacre davantage à la télévision, assumant surtout des seconds rôles d'importance dans le développement des intrigues.

## Filmographie partielle
- 1956 : Totò, Peppino e i fuorilegge de Camillo Mastrocinque
- 1957 : La zia d'America va a sciare
- 1957 : La verde età
- 1957 : L'Homme de paille (L'uomo di paglia) : Rita's boyfriend
- 1957 : Il ricatto di un padre
- 1957 : Primo applauso
- 1957 : Ascoltami
- 1957 : Belles de l'air (Le belle dell'aria) de Mario Costa et Eduardo Manzanos Brochero
- 1957 : Responsabilité limitée (I colpevoli)
- 1958 : Via col para... vento
- 1958 : La nipote Sabella
- 1958 : Le dritte de Mario Amendola
- 1958 : Afrodite, dea dell'amore
- 1958 : Le belle dell'aria
- 1958 : La Révolte des gladiateurs (La rivolta dei gladiatori)
- 1959 : Fantasmi e ladri
- 1959 : Un chant dans le désert (Un canto nel deserto) de Marino Girolami
- 1959 : Le Maître de forges (Il padrone delle ferriere)
- 1960 : Le chat miaulera trois fois (A noi piace freddo…!)
- 1960 : L'Inassouvie (Un amore a Roma)
- 1960 : Le Conquérant de l'Orient (Il conquistatore d'Oriente) de Tanio Boccia
- 1961 : Psycosissimo : Un agente
- 1961 : Gli incensurati
- 1962 : La Veine (La cuccagna)
- 1962 : Les Révoltées de l'Albatros (L'ammutinamento)
- 1962 : Sfida nella città dell'oro
- 1962 : Mamma Roma : Une infirmière
- 1962 : La Flèche d'or (La freccia d'oro)
- 1963 : La Corruption (La corruzione)
- 1963 : La bella di Lodi
- 1963 : Les Sept Invincibles (Gli invincibili sette) d'Alberto De Martino : Un aristocrate
- 1964 : Les Canons de San Antiogo (Le verdi bandiere di Allah)
- 1964 : La Révolte des prétoriens (La rivolta dei pretoriani)
- 1964 : Les Géants de Rome (I giganti di Roma)
- 1964 : La Fureur des gladiateurs (I due gladiatori) : Il centurione carceriere
- 1964 : Che fine ha fatto Totò baby?
- 1964 : L'Orgie des vampires (Il mostro dell'opera)
- 1964 : Le Gladiateur magnifique (Il magnifico gladiatore)
- 1965 : La Mandragore (La mandragola)
- 1965 : James Tont operazione D.U.E.
- 1965 : I due toreri
- 1965 : Lo scandalo d'Anna Gobbi
- 1965 : I criminali della galassia : Detective
- 1965 : Cent millions ont disparu (La congiuntura) : Dino
- 1966 : Opération Goldman (Operazione Goldman) d'Antonio Margheriti
- 1966 : Des oiseaux, petits et gros (Uccellacci e uccellini)
- 1966 : I diafanoidi vengono da Marte
- 1966 : La Planète errante (Il pianeta errante)
- 1966 : Duello nel mondo
- 1966 : Un million de dollars pour sept assassinats (Un millione di dollari per sette assassini)
- 1967 : Cuore matto... matto da legare
- 1967 : Le Temps des vautours (10.000 dollari per un massacro) de Romolo Guerrieri
- 1967 : Mort vient de la planète Aytin (La morte viene dal pianeta Aytin)
- 1967 : 4 malfrats pour un casse
- 1968 : L'Adorable Corps de Deborah (Il dolce corpo di Deborah) : Telephone Man
- 1969 : Zorro, marquis de Navarre (Zorro marchese di Navarra) de Franco Montemurro : Don Ruiz
- 1969 : La Bataille d'El Alamein (La battaglia di El Alamein)
- 1970 : Satiricosissimo
- 1972 : Fais vite, monseigneur revient ! (Quel gran pezzo dell'Ubalda tutta nuda e tutta calda)
- 1973 : L'Affaire Matteotti (Il delitto Matteotti)
- 1974 : L'An un (Anno uno) : Spataro
- 1976 : Pour un dollar d'argent (Sangue di sbirro)
- 1976 : Le Messie (Il messia) : Matteo
- 1987 : Selon Ponce Pilate (Secondo Ponzio Pilato)

### Télévision
- 1965 : Inchieste del commissario Maigret: Una vita in gioco : Amico di Crosby
- 1974 : Descartes (Cartesius) : Constantin Huygens
- 1977 : Jésus de Nazareth (feuilleton télévisé) : Jaïre
- 1980 : Pronto emergenza (série télévisée)
- 1983 : La freccia nel fianco (feuilleton télévisé)
- 1985 : La Piovra 2 (feuilleton télévisé)
- 1988 : Big Man - 395 dollari l'oncia
- 1991 : Doris una diva del regime